# Peter Stromer

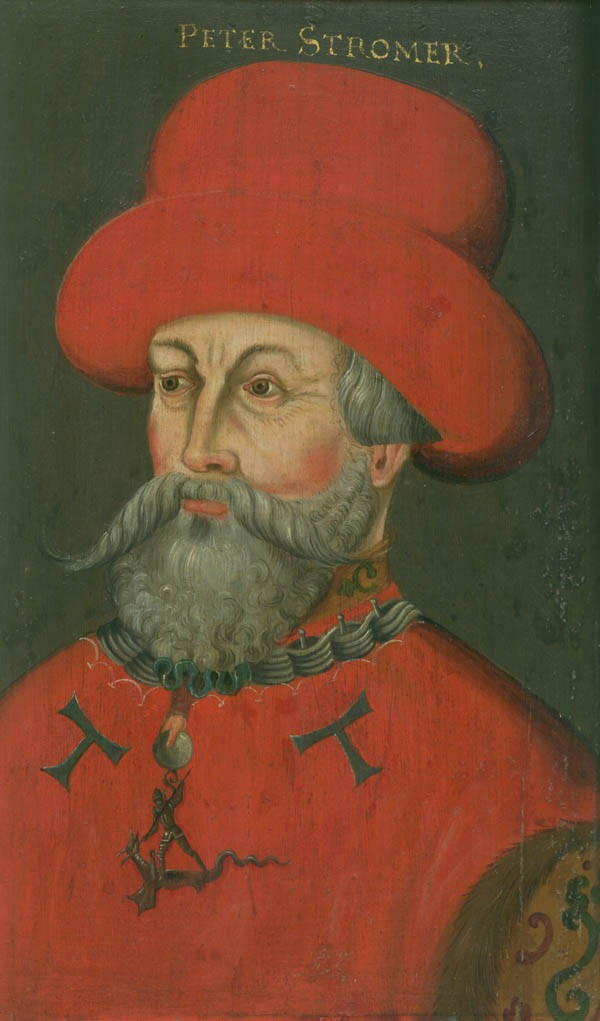
Peter Stromer

Peter Stromer (auch Peter Stromeir d. Ä., Peter Stromair d. Ä.; * um 1315; † 3. Dezember 1388) war ein Nürnberger Rats- und Handelsherr sowie Montanunternehmer. Er entwickelte die so genannten Nürnberger Nadelwald-Saaten. Dank dieser planmäßigen Aufforstungstechnik wurde der Nürnberger Reichswald zum ersten Kunstforst der Welt und Stromer zum „Vater der Forstkultur“.

## Herkunft und Familie
Peter Stromer der Ältere gehörte einem Geschlecht an, das im Mittelalter zu den wichtigsten Patrizierfamilien der Reichsstadt Nürnberg zählte. Einige Mitglieder der Familie Stromer (vorher auch Stromeir, Stromair und Stromeyer) fungierten als Vorderster Losunger und Bürgermeister von Nürnberg. Die Familie war seit ihrer Einwanderung nach Nürnberg fast das gesamte Mittelalter im „Inneren Rat“ von Nürnberg vertreten, so auch Peter Stromer.

Eltern waren Heinrich Stromer „am Salzmarkt“ (um 1268–1347) Kunigunde Glasnapf (Glatznapf) († 1329). Nach deren Tod heiratete der Vater zum zweiten Mal. Zu den 17 jüngeren Geschwistern gehörten seine Schwester Gerhaus, Priorin des Katharinenklosters Nürnberg und sein Halbbruder Ulman Stromer (1329–1407), der das früheste Werk der Nürnberger Geschichtsschreibung schrieb und die erste Papiermühle Deutschlands gründete und betrieb.
Er war verheiratet mit
- Sieglind(e), Tochter des Hermann Ebner, Fernhändler und  Ratsherr in Nürnberg,
- Margarete, Tochter des Ott(o III.) Coler-Forstmeister, Reichserbforstmeister in Nürnberg

Die Söhne Peter der Jüngere und Hermann wurden seine Erben.

## Leben und Wirken
Peter Stromer war Nürnberger Rats- und Handelsherr sowie Montanunternehmer. Er war Anteilseigner des Handelshauses Stromeir, eines der größten und bedeutendsten Wirtschaftsunternehmen der damaligen Welt. Er war daher an der nachhaltigen Holzversorgung der an sein Handelshaus angeschlossenen Berg-, Hütten- und Hammerwerke interessiert. Nürnberg, im Spätmittelalter eine der gewerbereichsten Städte Europas, litt seinerzeit aber in verheerendem Ausmaß an einem Mangel an Holz und Holzkohle, die für das Funktionieren der Wirtschaft jedoch unerlässlich waren. Im Nürnberger Reichswald waren im Lauf der Zeit durch Übernutzung und gezielte Brandrodung große Ödflächen entstanden. König Heinrich VII. hatte daher bereits im Jahr 1309 in einem Mandat gefordert, diesem Zustand abzuhelfen. Zwei Generationen lang bemühte man sich vergeblich darum, erst Peter Stromer gelang mit der planmäßigen Aussaat vor allem von Nadelholz-Samen der Durchbruch. Stromer hatte den Übergang zum Nadelholz, vor allem zur Waldkiefer, als Möglichkeit für eine weitere Bewirtschaftung der heruntergewirtschafteten Böden erkannt – auch als Ersatz für die Eiche als Bauholz. Allerdings war Stromer kein Forstfachmann und auch kein direkter Angehöriger der beiden berühmten Nürnberger Reichsforstmeister-Geschlechter Koler und Waldstromer (auch Waldstromeir), sondern mit diesen nur versippt und verschwägert.
Beginnend ab Ostern (9. April) 1368 unternahm Peter Stromer auf mehreren hundert Morgen des Lorenzer Reichswaldes umfangreiche Versuche einer planmäßigen Forstkultur. Dabei wurden Samen von Kiefern und Tannen sowie wahrscheinlich auch von Fichten und Laubhölzern gezielt gesät. Vor allem die Tannen- und Kiefern-Saaten hatten Erfolg. Die Versuche und ihre zeitliche Datierung lassen sich durch Dokumente belegen. So erwähnt Peter Stromers Halbbruder Ulman Stromer diese in seiner um 1390/1400 verfassten Schrift Püchel von meim geslecht und von abentewr, dem ältesten erhaltenen geschichtlichen Schrifttum Nürnbergs. Darin schreibt er unter anderem:

„Peter mein bruder pracht aus, daz man den walt und holcz seet, davon nu gross vil weld kumen sein (…) Anno domini 1368 zu ostern, do hub man mit dem ersten an den walt zu seen bey dem Lichtenhoff und darnach fil hundert morgen, di man geset hat; und dez waz alles anheber und der den funt mit dem ersten fand Peter Stromeir mein Bruder, dem got gnedig sey.“

Das klingt nicht sensationell, bedeutete tatsächlich aber einen gewaltigen Sprung nach vorn bei der Überwindung des mittelalterlichen Weltbildes. Denn in diesem galten Nadelbäume mit ihren scheinbar wertlosen Früchten, den „Kien-Äpfeln“, als „arbores malae et nonfructiferae“, also als schlechte und keine Früchte tragende Bäume und damit als Teil einer vom Teufel zur Verhöhnung Gottes und der Menschen geschaffenen Anti-Welt. Auch waren eine wirtschaftliche Vorausplanung und irdische Daseinsvorsorge für kommende Generationen – mithin durch die Abkehr vom Raubbau im Wald Ansätze zu einer forstlichen Nachhaltigkeit – dem mittelalterlichen Denken vollkommen fremd, von planmäßig ausgeführten Experimenten ganz zu schweigen. Die Nürnberger Nadelwald-Saaten stellen daher einen außergewöhnlichen Fortschritt nicht nur in der Forstwirtschaft, sondern in der Technik der Urproduktion überhaupt dar. Sie sind auch ein frühes Zeugnis der Verbindung von Wald und Bergbau, die später in den Forstordnungen und durch Hans Carl von Carlowitz noch deutlicher hervortreten sollte.
Stromer ließ Tannen- und Kiefernzapfen sammeln, aus diesen die Samen lösen und in Waldböden sowie brach liegende Felder säen. Zur Vorbereitung der Saat wurden diese Flächen mit einem Waldpflug tief aufgebrochen. Wahrscheinlich zum Schutz der Kulturen mit ihren jungen Nadelbäumen vor Frost und Vergrasung und für eine bessere Durchwurzelung des Bodens ließ er auch Birken säen. Durch genaue Beobachtungen und Versuche entwickelten Stromer und seine Nachfolger – Nürnberger Forstleute aus seinem Verwandtenkreis – in der folgenden Zeit die am besten geeigneten Techniken für die Ernte und das Klengen der Samen, ermittelten den richtigen Saatzeitpunkt (Frühjahr), die passende Saat-Tiefe im Boden und geeignete Pflanzabstände. In generationenlang weitergegebenen Erfahrungen kamen sie auch dahin, zu unterscheiden, welche Böden für welche Baumarten am besten geeignet waren. Bei der Lagerung der Samen beschäftigten sie früh Fragen des Forstschutzes, wenn es etwa darum ging, das wertvolle Saatgut gegen Fraß durch die allseits präsenten Hausmäuse zu schützen.
Das neue Verfahren zur Waldbegründung erregte umgehend großes Interesse und wurde durch den Rat der Stadt Nürnberg gefördert. Nachdem die Reichsstadt unter Peter Stromers Mitwirkung 1372 das Reichsforstmeisteramt der Familie Koler erworben hatte, setzte Stromer die Waldsaaten im Auftrag der Stadt in großem Stil bis zu seinem Tode am 3. Dezember 1388 fort. Der Nürnberger Reichswald wurde so zum ersten bekannten Kunstforst der Welt und Stromer selbst zum „Vater der Forstkultur“. Die Nürnberger Forstwirtschaft, an der nicht gespart wurde, nahm seinerzeit den ersten Rang in der damals bekannten Welt ein und trug entscheidend dazu bei, dass sich die Reichsstadt als eines der führenden Wirtschaftszentren auch in der beginnenden Neuzeit behaupten konnte (siehe dazu auch Geschichte der Stadt Nürnberg).
Alsbald begannen sich daher auch andere Städte und Grundherren des In- und Auslandes für diese Art des Waldbaus zu interessieren. So genannte Tannensäer, durch die forstlichen Verwalter des Reichswaldes ausgebildet, zogen aus, um die gewonnenen Erkenntnisse und mit ihm den Ruhm Nürnbergs durch Europa zu tragen. Um 1420 bestand in Nürnberg bereits die Samenhandlung der Gebrüder Hülpüchel. Schon ab 1426 wurde mit Nürnberger Waldsamen, Waldsäern und nach Nürnberger Technik der Frankfurter Stadtwald gesät und 1457 im Steinfeld bei Wiener Neustadt. Bald darauf waren die Tannensäer in ganz Zentraleuropa aktiv, darunter vor 1483 im badischen Schwarzwald, 1485 in Ungarn und 1496 im mitteldeutschen Bergbaugebiet in Sachsen.
Ihre Technik der Samengewinnung, -behandlung und -aussaat ist durch Aufzeichnungen überliefert. Die erste hatte der Frankfurter Rat bereits 1426 verfassen lassen – man hatte einfach den von Nürnberg gesandten Tannensäer Kunz Hülpüchel ausgehorcht. Doch auch die Reichsstadt Nürnberg gab die Kenntnis der Technik später an andere Städte und Fürsten weiter. Über Noe Meurers Schrift Jag vnd Forstrecht (1576) und Hans Carl von Carlowitz’ Sylvicultura oeconomica, oder haußwirthliche Nachricht und Naturmäßige Anweisung zur wilden Baum-Zucht (1713) ging sie schließlich in die allgemeine Forstpraxis und -lehre ein.
In den kommenden Jahrhunderten wurde die Waldsaat immer weiter verbessert, die Nürnberger Spezialisten behielten ihre Vorrangstellung bis zum Dreißigjährigen Krieg (1618–1648) bei. Peter Stromers Großneffen Ulrich Grunther und Bartholomeus Groland importierten bereits ab 1485 aus Füssen Samen der Europäischen Lärche und säten diese mit Erfolg im Nürnberger Reichswald aus. So begann der Anbau von an sich standortsfremden Baumarten in deutschen Wäldern.
Bereits Mit- und Nachwelt sahen in Peter Stromers Erfindung eine Großtat und haben seine Pionierleistung entsprechend gewürdigt. Der Dichter und Humanist Conrad Celtis gedachte der Leistungen Stromers in seinem Stadtporträt von Nürnberg De origine, situ, moribus et institutis Norimbergae libellus (1502). Dem „Vater der Forstkultur“ und seiner Leistung für den Reichswald zu Ehren wurde 1996 das Peter-Stromeir-Haus, ein Themenhaus des Walderlebniszentrums Tennenlohe zur Geschichte des Nürnberger Reichswalds benannt.

## Das Bildnis des Peter Stromer
Zum Andenken an seine Rolle als Hauptmann der Reichsstadt Nürnberg im Städtekrieg von 1388/89 wurde ein Porträt von Peter Stromer angefertigt. Von diesem Bildnis haben sich verschiedene Versionen erhalten, die für die Kunstgeschichte höchst interessant sind, ist ihr wesentlich älteres, wohl verschollenes Vorbild doch auf die Anfangs- oder zumindest Frühzeit der mittelalterlichen Porträtkunst zurückzuführen. Zwei erhaltene Bilder sind für die Rekonstruktion des Originals relevant. Das erste, Hans Schäufelin zugeschrieben, findet sich im Geschlechterbuch des Lazarus Holzschuher und lässt sich deshalb auf 1506 datieren. Der begleitende Text bringt den Hinweis auf ein Bildnis Stromers „sehr alt“ im Besitz des berühmten Hartmann Schedel. Daneben existiert ein Tafelbild im Besitz der Stromerstiftung, das dem Original wohl ungleich näherkommt, stilistisch aber ins späte 16. Jahrhundert datiert wird (Abb. s. o.). Buchner 1953 datiert das verschollene Original anhand dieser beiden Kopien noch in Stromers Lebenszeit (um 1388) und damit wirklich in die Anfangszeit mittelalterlicher Porträtkunst. Wolfgang Stromer 1968 dagegen vermutet u. a. aufgrund der signifikanten Hutmode eine Entstehung erst in den 1430er Jahren. Er ist der Meinung, dass das Bildnis zwar an Peter Stromer erinnern sollte, in Wirklichkeit jedoch stellvertretend dessen entfernten Nachfahren Sigmund Stromer zur goldenen Rose († 1435) zeigt. In jedem Fall aber ist das Porträt ein eindrückliches Zeugnis des adelsmäßigen Anspruchs der Nürnberger Ratsfamilien im Spätmittelalter.